# Idiurus macrotis
Idiurus macrotis és una espècie de mamífer rosegador de la família dels anomalúrids. Es tracta d'un ratolí volador que viu a l'oest i al centre d'Àfrica. De fet no es tracta d'un esquirol ni un ratolí, però si que és un rosegador. És poca la informació que es té d'aquesta espècie, ja què són molt difícils de mantenir vius en captivitat.
El seu nom específic, macrotis, vol dir «orella gran» en llatí.

## Distribució i hàbitat
Viu al Camerun, el Congo, la República Democràtica del Congo, Costa d'Ivori, Guinea Equatorial, el Gabon, Ghana, Libèria, Sierra Leone i Tanzània. Els seus hàbitats naturals són els boscos humits tropicals de plana o altituds mitjanes i, possiblement, els boscos densos. És una espècie en risc mínim, és a dir, no sembla que hi hagi cap amenaça significativa per a la seva supervivència.

## Característiques i comportament
Per aconseguir planejar per l'aire, utilitza dues membranes (patagis), que plega quan no les utilitza. Quan les extremitat s'estenen en forma d'estrella, les membranes s'estiren i permeten l'animal planejar d'arbre en arbre. Donat que es tracta d'un animal arbori, passa la major part del temps als arbres, on viu en forats als troncs en grups que van de 2 a 40 membres. En proporció al cos, té una cua llarga que té fues fileres d'escates prominents que li permeten grimpar pels arbres. La resta del cos està coberta de pelatge. Aquesta cua que és més llarga que el cos, s'utilitza també per obtenir equilibri, com ho fan els primats. Aquesta espècie de rosegador fa uns 20 centímetres de llarg i té un pes aproximat de 30 grams. En comparació, el cos d'un ratolí comú és d'aproximadament uns 10 centímetres amb una cua d'uns 5 centímetres.
Es tracta d'un animal nocturn. La limitada informació de la qual es disposa suggereix que es tracta d'un animal frugívor.